# VMM-162
162ème Escadron d'hélicoptère de transport (USMC)
Le Marine Medium Tiltrotor Squadron 162 (ou VMM-162) est un escadron d'hélicoptère à rotors basculants MV-22 Osprey du Corps des Marines des États-Unis. L'escadron, connu sous le nom de "Golden Eagles" est stationné à la Marine Corps Air Station New River en Caroline du Nord et fait partie du Marine Aircraft Group 26 (MAG-26) et de la 2nd Marine Aircraft Wing (1st MAW).

## Mission
Le VMM-162 fournit un soutien d'assaut aux troupes de combat, des fournitures et l'équipement pendant les opérations amphibies et les opérations ultérieures à terre. De manière routinière, les escadrons VMM fournissent la base d'un élément de combat aérien (ACE) de n'importe quelle mission de la Force tactique terrestre et aérienne des Marines (MAGTF) qui peut inclure des tâches de soutien d'assaut conventionnel et des opérations spéciales.

## Historique

### Origine
Le Marine Helicopter Transport Squadron 162 (HMR-162) a été mis en service le 30 juin 1951 au Marine Corps Air Facility de Santa Ana. La mission principale de l'escadron à l'époque était de fournir un transport aérien et un ravitaillement aérien à la Fleet Marine Force dans le cadre d'opérations amphibies. L'effectif de l'escadron a augmenté rapidement et des équipages ont été envoyés à la Marine Corps Air Facility Quantico (en), en Virginie, pour accepter et transporter les nouveaux hélicoptères Sikorsky HRS-1 Chickasaw.
Le 31 décembre 1956, l'escadron a été rebaptisé Marine Helicopter Squadron-Light (HMR(L)-162). il a participé à la bataille de Nam Dong. Il a pris le nom de HMM-162 le 2 décembre 2006 pour être définitivement désigné VMM-162 le 31 août 2006.

### Opérations
- Guerre du Vietnam : Le 11 janvier 1963, l'escadron a remplacé le HMM-163 en tant qu'escadron de l'Operation Shufly (en) à la base aérienne de Da Nang, au sud du Vietnam. Il a participé à la bataille de Nam Dong (1964) et diverses autres opérations (entre autres pour la 9e brigade expéditionnaire des Marines en 1965).
- Invasion turque de Chypre : Le 22 juillet 1974, a bord de USS Inchon (MCS-12), il participe à un pont aérien évacuant 466 personnes.

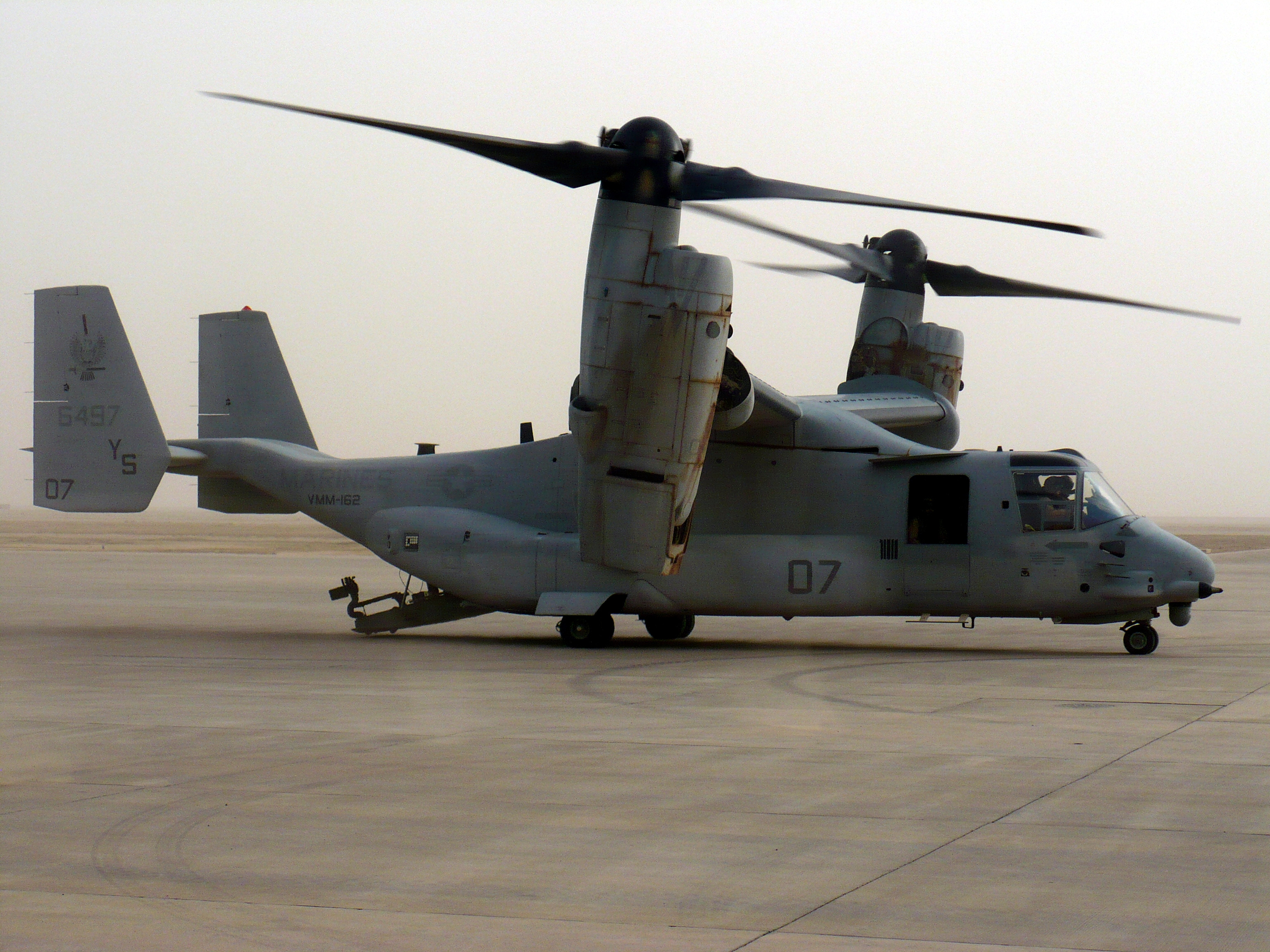
V-22 Osprey du VMM-162 en Irak en 2008.

- Guerre du Golfe : Il participe à l'Opération Tempête du désert puis à l'Operation Sharp Edge (en) au Liberia Il participe ensuite à l'Opération Provide Comfort (1991) dans le nord de l'Irak.
- Somalie : Opération Restore Hope (1992)
- Bosnie-Herzégovine : Opération Deny Flight (1993)
- Guerre contre le terrorisme : L'escadron s'est déployé en Irak dans le cadre de l'Opération Iraqi Freedom et de l'Opération Enduring Freedom;
- Haiti : Opération Réponse unifiée '2010).